# Nicolas Métru
Nicolas Métru est un maître de musique et compositeur né à Bar-sur-Aube vers 1600-1605, et mort probablement à Paris après 1663.

## Biographie

### Famille
Métru est repéré à Paris à partir du 13 mars 1631, lorsque son épouse Louise Fontaine est marraine d’un enfant à Saint-Germain-le-Vieil. Entre janvier 1632 et juin 1648, le couple donne naissance à au moins huit enfants, dont deux au moins meurent en bas âge ; aucun ne semble avoir fait carrière dans la musique. Ces actes révèlent deux adresses : de 1632 à 1633 rue Saint-Martin (paroisse Saint-Nicolas-des-Champs), et à partir de 1635 rue Quincampoix (même paroisse, puis paroisse Saint-Martin).

### Carrière
L’acte du 13 mars 1631 le mentionne comme « maître compositeur de musique » ; le fait est qu’en 1632 il est déjà suffisamment connu pour que le recueil de La Philomèle séraphique  réutilise la musique de quelques-uns de ses airs en en remplaçant le texte profane en chansons spirituelles. En 1643 Annibal Gantez parle de lui dans la Lettre XXII de L’Entretien des musiciens : « Si vous en voulez sçavoir davantage, consultez Messieurs Vincens, Metru & Massé qu’ils sont les trois plus fameux & affamez maîtres de Paris, & ne croyez pas que je me mocque, puisque le premier a esté maistre de Monsieur d’Angoulesme, le second, des Peres Jesuistes & le dernier de Monsieur le Chancelier [Séguier]». Il est donc à cette époque maître de musique chez les Jésuites, activité dont on n’a pas d’autre trace. La publication de ses fantaisies pour la viole laisse supposer qu’il a été gambiste. De son métier de maître de musique, on sait encore, par un factum destiné à défendre la cause des compositeurs et des maîtres de musique contre les prétentions de la confrérie des Ménétriers le cite comme ayant été un des maîtres de musique du jeune Jean-Baptiste Lully, aux côtés de François Roberday et de Nicolas Gigault.

### L’affaire Ballard-Métru
Le 25 avril 1633, Nicolas Métru obtient des lettres patentes lui permettant de faire imprimer et vendre ses œuvres ; elles sont enregistrées au Parlement le 21 juin 1633. Ce privilège de compositeur, parfaitement courant dans sa formulation, lui permettait de faire imprimer sa musique par un imprimeur de son choix et il semble bien qu’il en fit usage, en imprimant son premier livre d’airs chez un imprimeur de musique non identifié : probablement chez Jacques I de Sanlecque (mais en tout cas chez Pierre I Ballard, qui à cette époque prétendait détenir un privilège exclusif sur la typographie musicale). Le 27 avril 1635, le Conseil privé du roi autorise Pierre I Ballard à assigner Métru en procès et interdit provisoirement à Métru de continuer à se faire publier ailleurs. Peu après, le 3 juillet 1635, un arrêt du même conseil révoque le privilège de Métru mais oblige Ballard à imprimer toutes les œuvres que Métru lui soumettra, en lui en fournissant cent exemplaires gratuitement, accord visiblement respecté puisqu’après la mort de Pierre I Ballard, Métru retourna se faire publier par son fils Robert III Ballard dès 1642.

## Œuvres

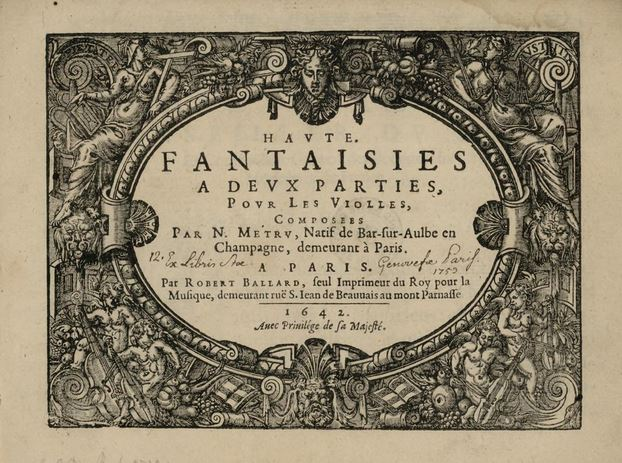
Page de titre des Fantaisies à 2 parties de Nicolas Métru (Paris, 1642). Paris BSG.

- Recueil des vers du sieur G. de Baïf mis en musique par N. Métru, chantez en l’allegresse de l’heureux retour du roy. – Paris : Pierre I Ballard, 1628. 5 vol. 4°. Guillo 2003 n° 1628-F, RISM M 2464.

Contient 4 chansons à 4 ou 5 voix (dont deux sur le texte Vive le roy), écrites à l'occasion du retour de Louis XIII à Paris après le siège de La Rochelle (1627-1628). Édition fragmentaire.
- Premier livre d'airs [probablement à 4 voix]. – Paris, probablement Jacques I de Sanlecque, ca. 1633. Édition perdue. Guillo 2003 n° ND-41, ou Guillo 2010 n° JS-1.
- Fantaisies à deux parties, pour les violles, composées par N. Metru, natif de Bar-sur-Aube en Champagne, demeurant à Paris. – Paris : Robert III Ballard, 1642. 2 vol. 4° obl. Guillo 2003 n° 1642-G, RISM 2465.

Dédicace à Monsieur Regnier, Conseiller du roi, contrôleur général des Bouëttes des Monnaies de France. Contient 36 fantaisies. Édition moderne par Paul Hooreman (Paris, Heugel, 1973, Le Pupitre, n° 47. Le style de ces fantaisies est enlevé, proche de celui des chansons.
- II. livre d’airs à quatre & cinq parties, par N. Métru, natif de Bar-sur-Aube en Champagne. – Paris, Robert III Ballard, 1646. 4 vol. 8° obl. Guillo 2003 n° 1646-F, RISM M 2466.

Dédicace à Monsieur Payen, sieur des Landes, Conseiller du roi en sa cour de Parlement. Contient 18 airs (dont 2 à 5 v.), et deux airs à boire (à 4 v. et 3 v.).
- III. livre d’airs à quatre parties, par N. Métru, sur la Paix et le mariage du Roy. – Paris, Robert III Ballard, 1661. 4 vol. 8° obl. Guillo 2003 n° 1661-N, RISM M 2467.

Dédicace à Monsieur de Pellissari, conseiller du Roy, Seigneur de la Maison Blanche, & Trésorier general de la Marine. Content 19 airs (dont 3 à 3 voix et un en italien). Certains de ces airs célèbrent le mariage de Louis XIV, tenu en juin 1660. Dans ce livre, le grand nombre de notes pointées et de monnayages fait penser à une musique d’origine instrumentale.
- Missa quatuor vocum, ad imitationem moduli Brevis oratio, authore N. Metru. – Paris : Robert III Ballard, 1663. 1 vol. 2°, Guillo 2003 n° 1663-I, RISM M 2468.

L’édition est datée 1663, elle est précédée d’un bifeuillet de dédicace daté 1662 (mais on n'a pas la dédicace). Outre les chants habituellement composés de l'Ordinaire (Kyrie, Gloria, Credo, Sanctus et Agnus Dei), elle inclut la première strophe de l'hymne pour l'élévation O Salutaris Hostia, ainsi que la première phrase du motet Domine salvum fac Regem qui vient clôturer l’œuvre en rendant hommage au roi de France, comme cela est l'usage durant l'Ancien-Régime.